# القرندي
القَرَنْدِيّ (بالمالطية: Il-Qrendi)‏ هي بلدية في مالطا، تتبع مالطا، بلغ عدد سكانها 2٬752  نسمة، في 31 مارس 2014، تبلغ مساحتها 4٫9 كيلومتر مربع.